# میرسعید میرشکر
میرسعید میرشکار (به تاجیکی: Мирсаид Миршакар) شاعر، نویسنده و نمایش‌نامه‌نویس اهل تاجیکستان است که در روستای سندیو ناحیه شغنان به‌دنیا آمد.